# MY SOUNDS
『MYSOUNDS』（マイサウンズ）は、清木場俊介の通算8枚目となるスタジオ・アルバム。2014年9月10日にSPEEDSTAR RECORDSより発売。

## 概要
「今の清木場俊介がすべて詰め込まれた、等身大の作品になっている」という作品。
「初回限定盤(CD＋DVD)」と「通常盤(CD)」の2つでのリリース。CDには「幸せな日々を君と」「ROCK★STAR」、配信限定シングルの「Honey」を含む12曲が収録されている。初回限定盤付属のDVDには「幸せな日々を君と」「ROCK★STAR」のMVが収録されている。
本作発売を機にROCK＆SOUL2014「MY SOUNDS」ライブツアーが行われた。

## 収録曲
| 全作詞: 清木場俊介。 |                        |            |                     |      |
| #                    | タイトル               | 作詞       | 作曲                | 時間 |
| 1.                   | 「ROCK★STAR」          | 清木場俊介 | 川根来音            | 4:46 |
| 2.                   | 「JACKROSE」           | 清木場俊介 | 清木場俊介          | 3:34 |
| 3.                   | 「Dear」               | 清木場俊介 | 清木場俊介          | 3:18 |
| 4.                   | 「Spirit」             | 清木場俊介 | 清木場俊介          | 5:19 |
| 5.                   | 「幸せな日々を君と」   | 清木場俊介 | 清木場俊介          | 6:42 |
| 6.                   | 「ありふれた日々」     | 清木場俊介 | 川根来音            | 4:23 |
| 7.                   | 「うつろいゆく世界で」 | 清木場俊介 | 清木場俊介 川根来音 | 5:46 |
| 8.                   | 「Pieces」             | 清木場俊介 | 川根来音            | 4:42 |
| 9.                   | 「愛してたはずなのに」 | 清木場俊介 | 川根来音            | 5:58 |
| 10.                  | 「Honey」              | 清木場俊介 | 清木場俊介          | 6:58 |
| 11.                  | 「REAL」               | 清木場俊介 | 川根来音            | 4:28 |
| 12.                  | 「One and Only」       | 清木場俊介 | 川根来音            | 5:06 |
| 合計時間:            | 合計時間:              | 合計時間:  | 61:00               |      |

| #         | タイトル                          | 作詞  | 作曲・編曲 | 時間 |
| --------- | --------------------------------- | ----- | ---------- | ---- |
| 1.        | 「幸せな日々を君と(music video)」 |       |            | 6:46 |
| 2.        | 「ROCK★STAR(music video)」        |       |            | 4:53 |
| 合計時間: | 合計時間:                         | 11:39 |            |      |

## 楽曲解説
1. ROCK★STAR[7]
2. JACKROSE
3. Dear
4. Sprit[7]
5. 幸せな日々を君と
6. ありふれた日々
7. うつろいゆく世界で
8. Picese
9. 愛してたはずなのに
10. Honey[7]
11. REAL[7]
12. One and Only[7]